# Clupeosoma costaemaculalis
Clupeosoma costaemaculalis là một loài bướm đêm trong họ Crambidae.